# Parzystość liczb

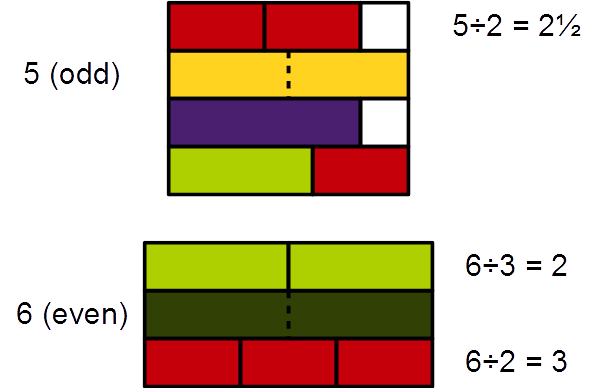
Klocki Cuisenaire’a ilustrujące nieparzystość liczby 5 oraz parzystość liczby 6. Piątka nie jest wielokrotnością dwójki, a szóstka już tak.

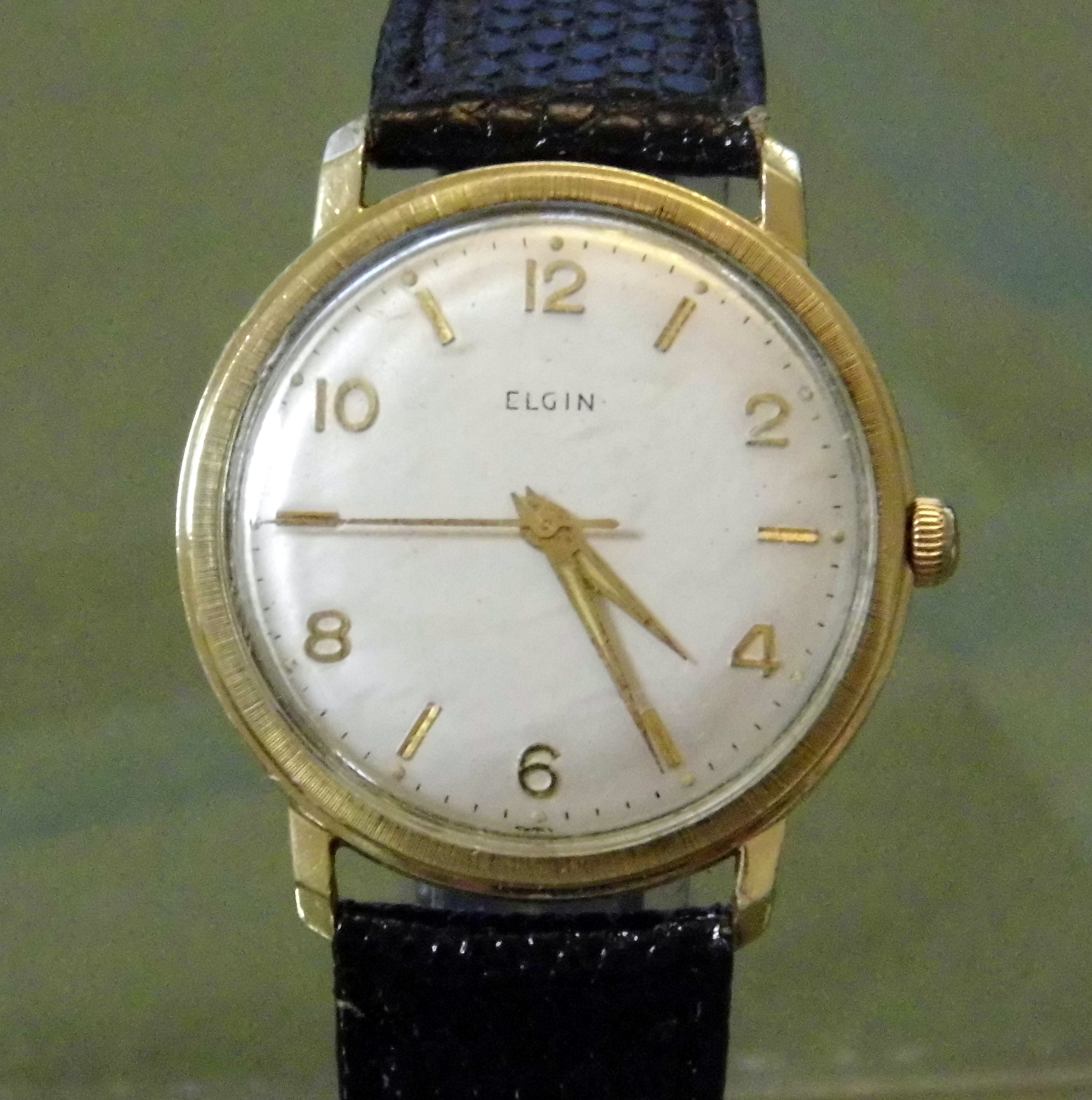
Zegarek, w którym tylko parzyste godziny są zaznaczone cyframi

Parzystość liczb – podzielność dowolnej liczby całkowitej przez dwa. Innymi słowy liczba parzysta to wielokrotność dwóch – każdą liczbę parzystą można przedstawić jako {\displaystyle 2k} dla pewnego całkowitego {\displaystyle k}, przez co zbiór liczb parzystych ma postać:
{\displaystyle \left\{2k\colon \,k\in \mathbb {Z} \right\}=\left\{\dots ,-6,-4,-2,0,2,4,6,\dots \right\}.}
Pozostałe liczby całkowite nazywa się nieparzystymi. Każdą z nich można przestawić jako {\displaystyle 2k+1} dla pewnego całkowitego {\displaystyle k}; zbiór liczb nieparzystych ma więc postać:
{\displaystyle \left\{2k+1\colon \,k\in \mathbb {Z} \right\}=\left\{\dots ,-5,-3,-1,1,3,5,\dots \right\}.}

## Własnościarytmetyczne

### Liczby parzyste
Suma, różnica i iloczyn liczb parzystych są zawsze parzyste:
- parzysta ± parzysta = parzysta; bo {\displaystyle 2k\pm 2l=2(k\pm l).}
- parzysta · parzysta = parzysta; bo {\displaystyle 2k\cdot 2l=2(2kl).}

### Liczby nieparzyste
Suma i różnica dwóch liczb nieparzystych są parzyste:
- nieparzysta ± nieparzysta = parzysta; bo {\displaystyle (2k+1)+(2l+1)=2(k+l+1)} i {\displaystyle (2k+1)-(2l+1)=2(k-l).}

Iloczyn dwóch liczb nieparzystych jest nieparzysty:
- nieparzysta · nieparzysta = nieparzysta; bo {\displaystyle (2k+1)\cdot (2l+1)=2(2kl+k+l)+1.}

### Liczby różnej parzystości
| +           | parzysta    | nieparzysta |
| ----------- | ----------- | ----------- |
| parzysta    | parzysta    | nieparzysta |
| nieparzysta | nieparzysta | parzysta    |

Suma i różnica liczby parzystej i nieparzystej są nieparzyste:
- parzysta ± nieparzysta = nieparzysta; bo {\displaystyle 2k+(2l+1)=2(k+l)+1} i {\displaystyle 2k-(2l+1)=2(k-l)-1.}

Iloczyn liczby parzystej z nieparzystą jest parzysty:
- parzysta · nieparzysta = parzysta; bo {\displaystyle 2k\cdot (2l+1)=2(2kl+k).}

### Perspektywaalgebry abstrakcyjnej
Liczby parzyste są przykładem:
- podpierścienia pierścienia liczb całkowitych; podpierścień ten nie zawiera jedynki[4];
- ideału pierścienia liczb całkowitych[5].